# ジューン&ジェニファー・ギボンズ
ジューン・ギボンズ（June Gibbons、1963年4月11日 - ） とジェニファー・ギボンズ（Jennifer Gibbons、1963年4月11日 - 1993年3月9日）は、ウェールズ出身の一卵性双生児。二人の間でだけ会話をしていたため、「無口な双子（The Silent Twins）」として知られるようになった。彼女らはいくつかの創作物を著した。二人ともブロードモア高度保安病院（en:Broadmoor_Hospital）に11年間収容された。

## 生い立ち
ジューンとジェニファーは、カリブ移民のグロリア・ギボンズとオーブリー・ギボンズの娘として生まれた。ギボンズ一家は、1960年代初頭にバルバドスから英国へ移住した、ウィンドラッシュ世代（en:Windrush generation）の移民だった。グロリアは主婦で、オーブリーは英国空軍の技術者として働いた。夫婦はジューンとジェニファーの他に、グレタ（1957年生まれ）とロージー（1967年生まれ）という二人の娘と、デービッド（1959年生まれ）という息子を儲けた。
1960年、オーブリーはコヴェントリーの親戚の元に滞在し、すぐに技術スタッフとしての資格を得た。数ヶ月後、グロリアはグレタやデービッドと共に、オーブリーを追って渡英した。1963年4月11日、ジューンとジェニファーは、父オーブリーが配属されていたアデンの、軍病院で誕生した。その後一家はすぐイングランドへ引っ越し、1974年にはウェールズのハーバーフォードウェスト（en:Haverfordwest）へ移った。ジューンとジェニファーは片時も離れることが無かった。また、双子同士で話す高速なバジャンクレオール言語（en:Bajan_Creole）は、周囲が彼女らのことを理解する妨げとなった。
ギボンズ一家の子どもたちが育ったコミュニティには、彼ら以外に黒人の子どもがいなかった。兄妹のいずれもが、しばしば学校で排斥の対象とされた。このことはジューンとジェニファーのトラウマとなり、最終的に教師たちは、彼女らがいじめを避けられるよう、毎日早退させるようになった。このときに二人の言語はさらに特殊なものとなっていき、すぐに他者には理解不能になった。彼女らの言語、あるいは特殊言語（イディオグロシア、en:Idioglossia）は、双子語の例（お互いの行動を真似るなどといった双生児に見られる同期行動の一例）と見なされた。ジューンとジェニファーはますます周囲と打ち解けなくなっていき、最終的には、お互いと、妹のロージーを除き、誰とも口をきかなくなった。
ジューンとジェニファーは読み書きを拒否したものの、学校には通い続けた。1974年、学校でワクチン接種を行っていた医療従事者が、周囲に無関心な双子の様子に気づき、児童心理学者に連絡した。何人ものセラピストが彼女らの治療に当たったが、二人を他人と会話させることに成功した者はいなかった。その後、周囲からの孤立の解消を図って、ジューンとジェニファーは別々の寄宿学校に送られたが、引き離された彼女らはどちらもカタトニーを起こし、完全に内にこもるようになった。

## 創作活動
再会したジューンとジェニファーは、周囲を拒絶しながら、寝室で二人だけの数年間を過ごし、その間、手の込んだ人形劇に没頭した。二人はソープオペラ風の劇や物語を数多く創作し、その中の何本かを、妹のロージーへのプレゼントとしてテープに吹き込んだ。1979年のクリスマスに日記帳を1冊ずつ贈られたことが、ジューンとジェニファーに作家としてのキャリアをスタートさせるきっかけとなった。彼女らは通信教育で執筆について学び、二人ともが広範な日記と、数多くの物語や詩、小説を残した。作品の主な舞台は米国、とりわけカリフォルニア州マリブで、ストーリーの多くは、奇妙な行動や犯罪的行為を行う若い男女に関連するものとなっている。
ジューンは『Pepsi-Cola Addict』と題した小説を書いた。人気者の高校生が教師に誘惑され、少年院に送致されてからは同性愛者の看守に言い寄られるという内容だった 。二人は失業給付を一緒に貯金し、この小説を自費出版した 。これは彼女らのいずれかの手になるものとしては閲覧可能な唯一の作品だが、現在は購入不可能であり、世界でも5箇所の図書館にしか収蔵されていない。ジューンとジェニファーは他の作品の出版も試みたが、あまり成功しなかった。ジェニファーの『The Pugilist』では、我が子の命を救いたいあまり、移植用の心臓を取り出すために飼い犬を殺した医師が登場する。その後、殺された犬の魂が彼の子に宿り、医師への復讐を果たすという筋書きである。ジェニファーはまた『Discomania』も書いた。その内容は、地方のディスコの雰囲気が常連客の狂気じみた暴力を誘発する、というものだった。彼女はさらに『The Taxi-Driver's Son』や、ラジオドラマ『Postman and Postwoman』といった作品の他、数本の短編小説を発表した。ジューン・ギボンズは、アウトサイダー作家のひとりとして認識されている。

## 入院
十代後半になると、ジューンとジェニファーはドラッグや酒に手を出し始めた。1981年、二人はヴァンダリズムや万引き、放火など数々の犯罪に関わるようになり、やがて精神に障害のある犯罪者を収容するブロードモア高度保安病院へ送致された。二人はMental Health Act 1983に基づいて無期限収容を宣告され 、ブロードモア高度保安病院に11年間収容された。後にジューンは、この長期間の措置は自分たちの意図的な無口のせいだったとして、次のように述懐した。「少年犯罪者の収監は2年間です。（中略）私たちは無口だったせいで12年間も酷い目に遭いました。（中略）私たちは真実、希望を失いました。私は女王に手紙を書いて、私たちをここから出してくださいとお願いしました。それでも私たちは、閉じ込められたままでした」 
二人は、高容量の抗精神病薬を投与されると、集中力を失うことに気付いた。ジェニファーは遅発性ジスキネジア（不随意の反復運動を引き起こす神経障害）を発症した。投薬量は、ジューンとジェニファーが1980年に始めた日記をつけ続けられる程度に調整された。その後、二人は病院内の合唱団に参加できるようになったが、その一方で、創作活動への興味はほとんど失われた。 
サンデー・タイムズの記者マージョリー・ウォレス（en:Marjorie Wallace）が報道したことで、ジューンとジェニファーの収容措置に対する批判が高まった。ウォレスは後に彼女らについて『The Silent Twins』という本を著し、1986年にPrentice Hallから出版した。

## ジェニファーの死
ウォレスによれば、ジューンとジェニファーは「もしどちらかが先に死んだら、残された方は、（他人と）会話を始め、普通の人生を送らなければならない」とする長年の合意を交わしていたという。病院に収容されている間に、二人は、どちらかのためにどちらかが死ぬことは必要なことだと信じるようになった。議論を重ねた末、ジェニファーは自身の命を犠牲にすることに同意した 。1993年3月、ジューンとジェニファーは、ブロードモアから、ブリジェンドにあるより開放的なキャスウェルクリニックに移された。移送先に到着してもジェニファーは目覚めなかった。ジェニファーは病院に担ぎ込まれたが、すぐに急性心筋炎による死亡が確認された。ジェニファーの遺体には薬物や毒物を使用された形跡が無く、彼女の死には謎が残されている。
検死の場でジューンは、彼女らがブロードモアから解放される前日、ジェニファーが奇妙な行動を取っていたことを明かした。不明瞭な言葉で、自分は死にかけていると話していたという。キャスウェルへ向かう途上で、ジェニファーはジューンの膝の上で目を開けたまま寝ていた。数日後にウォレスが訪問したとき、ジューンは「奇妙な気分だった」と話した。ジューンは「私は最終的に自由になり、解放された。ジェニファーは私のために自分の人生を諦めた」と言った。ジューンはまた、それを、自身の罪を洗い流し、自分を姉妹から解放した津波だとも語った。ジェニファーはハーバーフォードウェストの聖マーティン共同墓地に埋葬された。
ジェニファーが亡くなった後、ジューンはハーパーズ バザーとガーディアンのインタビューに応じた。2008年まで、ジューンは西ウェールズの両親の近くで、一人で静かに暮らしていた。現在、精神科医によるジューンの経過観察は既に終了している。彼女はコミュニティに受け入れられており、以前の自分を過去のものにする道を探っている。姉グレタによる2016年のインタビューにより、双子の収容のことでギボンズ一家が酷く悩まされていたことが明らかになった。彼女はブロードモア高度保安病院について、ジューンとジェニファーの人生を台無しにし、ジェニファーの健康状態を無視したと非難した。彼女はブロードモアに対する訴訟を起こそうとしたが、両親のオーブリーとグロリアは、そのようなことをしてもジェニファーは戻らないと言って取りやめさせた。

## メディアでの扱い
ジューンとジェニファーは、BBC2のScreen Twoシリーズの1本として放送された1986年のテレビドラマ『The Silent Twins』の題材となった。1994年9月には、BBC1のInside Storyドキュメンタリーの1本として『Silent Twin – Without My Shadow』が放送された。2011年、ウォレスの著書を元にした演劇『Speechless』がロンドンで上演された。
ジューンとジェニファーの物語は、マニック・ストリート・プリーチャーズが1998年に発表した『Tsunami』にも影響を与えた。
ポーランドの映画監督Agnieszka Smoczyńskaは、ジューンとジェニファーを題材にした映画『サイレント・ツインズ』を監督することになっている。原作は1986年のマージョリー・ウォレスの著書『The Silent Twins』で、主演女優はレティーシャ・ライトである。本作はSmoczyńskaにとって初の英語の監督作品となる。英国の42 Management & ProductionとポーランドのMandatsによる国際共同制作で、ポーランド映画協会（en:Polish Film Institute）とModerator Inwestycjeが後援する。